# Arthroleptis mossoensis
Arthroleptis mossoensis (Laurent, 1954) è un anfibio anuro, appartenente alla famiglia degli Artroleptidi.

## Etimologia
L'epiteto specifico, composto da mosso e dal suffisso latino -ensis (che vive, che abita in), è stato dato in riferimento al luogo della sua scoperta, la città di Mosso.

## Distribuzione e habitat
È endemica del Burundi. Si trova nella Provincia di Rutana a 1200 metri di altitudine.